# Vallgårda församling
Vallgårda församling var en församling  i Skara stift i nuvarande Jönköpings kommun. Församlingen uppgick omkring 1545 i (Norra) Unnaryds församling.

## Administrativ historik
Församlingen har medeltida ursprung och uppgick omkring 1545 i (Norra) Unnaryds församling, efter att före dess liksom denna ha ingått i Stengårdshults pastorat.